# Lepidium remyi
Lepidium remyi är en korsblommig växtart som beskrevs av Emmanuel Drake del Castillo. Lepidium remyi ingår i släktet krassingar, och familjen korsblommiga växter. Inga underarter finns listade i Catalogue of Life.